# Casa de Estudillo
La Casa de Estudillo (o Estudillo House en inglés) es una casa de adobe de San Diego, California, construida en 1827 por José María Estudillo, un colono nacido en España y funcionario también del gobierno mexicano junto a su hijo José Antonio.
La vivienda fue considerada una de las más grandes en la época mexicana de California. Además de ser uno de los ejemplos más viejos de auténtica arquitectura colonial española en California, obtuvo mucha prominencia gracias a la asociación con la novela Ramona de Helen Hunt Jackson. Fue obtenida por el Estado de California para el Parque estatal Old Town San Diego en 1968 y declarada Hito Histórico Nacional en 1970.
La Casa de Estudillo es uno de los tres hitos históricos del Sur de California estrechamente relacionados con Ramona, que narra el estilo de vida californio poco después de la conquista de California por parte de los Estados Unidos; los otros dos son los ranchos Camulos y Guajome, en los condados de Ventura y San Diego, respectivamente.

## Descripción
El edificio tiene una estructura en forma de U, con medidas de 113 pies (34.4 m) en el lado frontal, y 98 pies (29.9 m) en cada una de sus alas. Está construido en estilo colonial español, lo que significa que las trece habitaciones están ubicadas de manera consecutiva y conectadas entre sí sólo a través de un corredor externo cubierto (en contraposición a un pasillo interior).
La porción principal (el centro) contiene la entrada, de cara al oeste. A su izquierda está la capilla y a su derecha el salón de clase. Originalmente ambas habitaciones eran más pequeñas, con dormitorios ubicados hasta el final del edificio, pero una restauración en 1910 eliminó esas paredes para alargar ambos cuartos. Dos dormitorios, una sala, una cocina (que fue añadida en la última fecha), y el comedor de los sirvientes se encuentran en el ala norte, mientras que el ala sur tiene tres dormitorios, y el comedor familiar. La casa está coronada por un campanario desde el cual podían ser vistas las corridas de toros y festivales en la plaza adyacente.

## Ramona

### Asociación con la novela
José María Estudillo murió en 1852 y su familia, incluyendo a su nuera María Victoria Domínguez, permaneció en la casa hasta 1887, cuando se trasladaron a Los Ángeles dejándola en manos de un celador. Mientras tanto, se publica Ramona, que tiene como escenario el Sur de California y pinta un retrato romántico de los californios, generando un interés nacional en la región. Esto, unido a la apertura de líneas de Southern Pacific y Santa Fe Railways (y la consecuente guerra de precios, que generó una disminución en las tarifas, que llegaron a costar un dólar estadounidense para el tramo San Luis–Los Ángeles) hizo que hordas de turistas llegaran a la región para conocer los sitios mencionados en la novela. Desafortunadamente para ellos, Jackson murió sin dar a conocer con exactitud cuáles eran las ubicaciones actuales de esos sitios, lo que causó bastante especulación.
En 1887, un artículo de primera plana del San Diego Union declaró el hogar de los Estudillo como el «Lugar del Matrimonio de Ramona» (Ramona's Marriage Place), diciendo que «para el tranquilo Pueblo Viejo [la casa] es conocida como la de los Estudillo, pero el mundo exterior la conoce como el lugar del matrimonio de Ramona». Esto se debió a que, a pesar de que no se tiene constancia de que Jackson haya llegado a visitar la casa, describe el lugar del casamiento como un «largo y bajo edificio de adobe que no sirvió para ningún propósito en los días del viejo Presidio, pero ahora cayó en decadencia; y todos sus cuartos, excepto aquellos ocupados por el padre, han estado deshabitados por largo tiempo». Pese a ser una novela de ficción, los visitantes se congregaban pensando que era un sitio mencionado en la novela. Para ser claros, el Union no sólo inventó esta historia; sino que con anterioridad un turista rayó el nombre «Alessandro» (en la novela, el esposo de Ramona) en una de las paredes. El celador decidió capitalizar por la publicidad que acompañaba al edificio, y empezó a vender trozos de la casa a manera de souvenirs; naturalmente, la condición del edificio comenzó a deteriorarse con rapidez.

### La restauración de 1910
La San Diego Electric Railway Company, propiedad de John Spreckels, compró lo que aún existía de la casa en 1906. Spreckels, también propietario del Union, consideró que la casa aseguraría un número de atracciones turísticas comunicadas entre sí por medio de su ferrocarril, con lo cual realizaría dos objetivos a la vez: desarrollar San Diego como un sitio popular, y generar rentas para su compañía. Para tal fin contrató a la arquitecta Hazel Wood Waterman para renovar la casa a una condición más estrechamente relacionada con la descripción de la novela, y fueron trasladadas de su lugar varias puertas y ventanas. Waterman fue exacta en sus especificaciones: buscaba que la casa tuviera apariencia antigua y tuviera el «encanto del trabajo de manos indias medio expertas»; sin embargo, por comodidades modernas, se incluyeron también la electricidad y un sistema de tuberías al interior. Hasta su culminación en 1910, la casa fue marcada como una atracción turística relacionada con Ramona, y se mantuvo popular como tal en los años venideros, tanto así que llegó a contar 1632 visitantes en un único día, en 1940.
Spreckels contrató a Tommy Getz, un hombre de espectáculos teatrales, para que administrara la propiedad, y fue bajo la dirección de este que la casa fue verdaderamente relacionada con Ramona. Empezó a darle mejor publicidad: recordatorios (tchotchkes) de todo tipo fueron etiquetados con Ramona's Marriage Place, y fueron impresas más tarjetas postales que en cualquier otra atracción turística de Ramona. Debido a la asociación con el matrimonio de Ramona y Alessandro, la casa fue utilizada a menudo para celebrar bodas. Finalmente, Getz adquirió la casa de abobe a Spreckels en 1924.
La asociación con la novela llegó a ser tan fuerte que la aplicación para Hito Histórico Nacional fue titulada Casa Estudillo/Ramona's Marriage Place. The Journal of San Diego History mencionó que sin la influencia de la novela y la popularidad de la casa, los edificios circundantes de Old Town San Diego habrían sido demolidos. De hecho, por un tiempo, la relación con las tres generaciones Estudillo que vivieron allí cayó en el olvido.
Tras la muerte de Getz en 1934, su hija Marguerite Weiss continuó operando el negocio por otros treinta años, al término de los cuales lo vendió en 1964 al Title Insurance and Trust Company, que lo vendió al negociante local Legler Benbough, quien finalmente la donó al Estado de California en 1968.

### La restauración de 1968

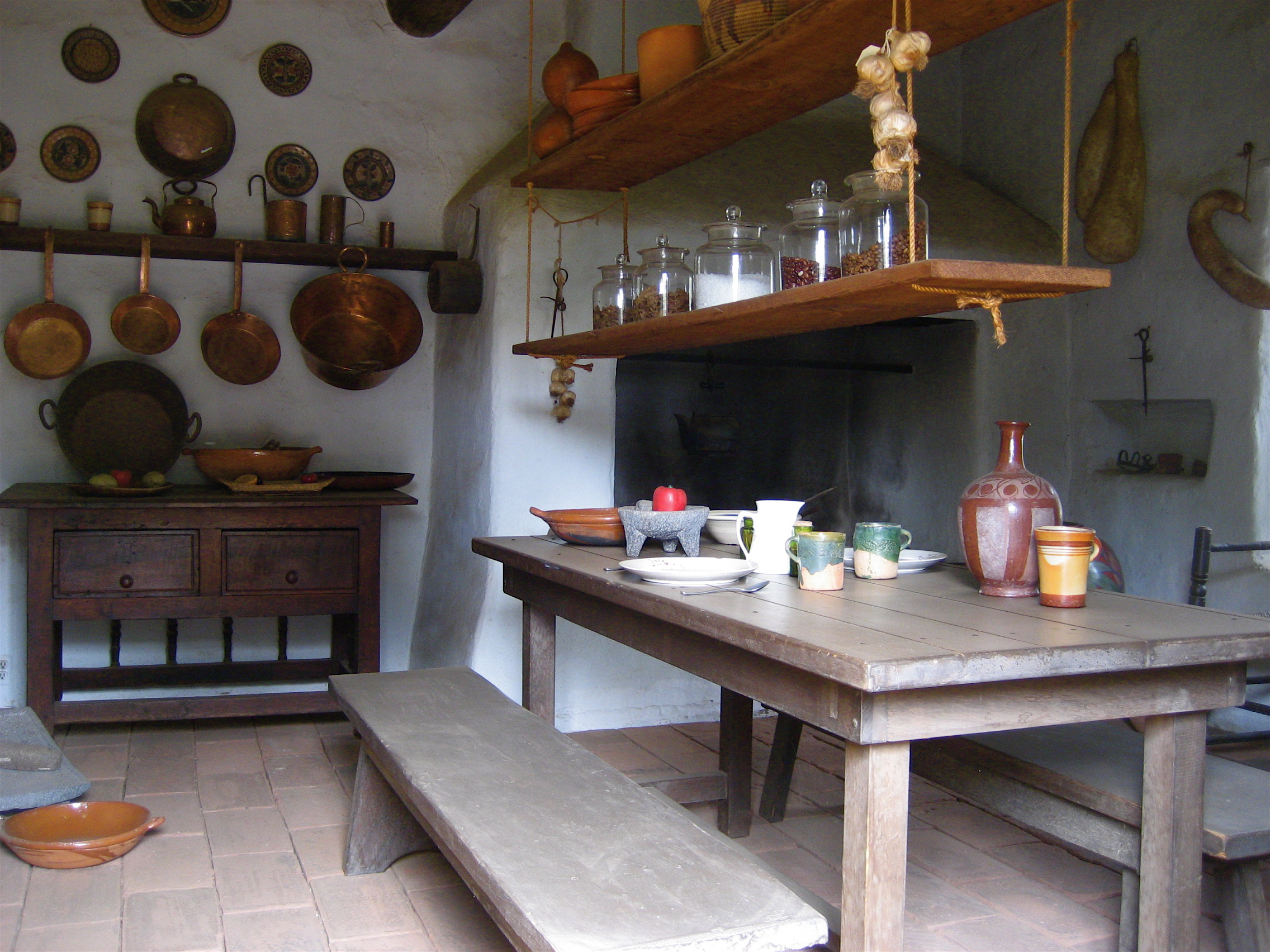
Cocina, la cual no existió en el diseño original pues se cocinaba en el horno de piedra.

Tras recibir la propiedad, el estado se puso a restaurarla y dejarla en el estado en que se encontraba antes del impacto de Ramona, incluyendo la recolocación del campanario faltante. Al estado le pareció desconcertante la relación con la novela: retiró las firmas de Ramona's Marriage Place y los folletos impresos después de los años 1970 no hacían mención al libro de Jackson en absoluto. Para los años 1990, la asociación no era más que un tabú y el estado comenzó a admitir la larga permanencia de la relación con el libro. Ahora la casa existe como museo y está amoblada como pudo haber sido durante la época en que pertenecía a los Estudillo.
Ramona nunca más llegó a tener la misma relevancia en el imaginario colectivo del país como una vez la tuvo, y se estima que tan sólo un 1 % de los visitantes de la Casa de Estudillo están enterados de que una vez estuvo relacionada con la novela.